# Giorgos Gerapetritis

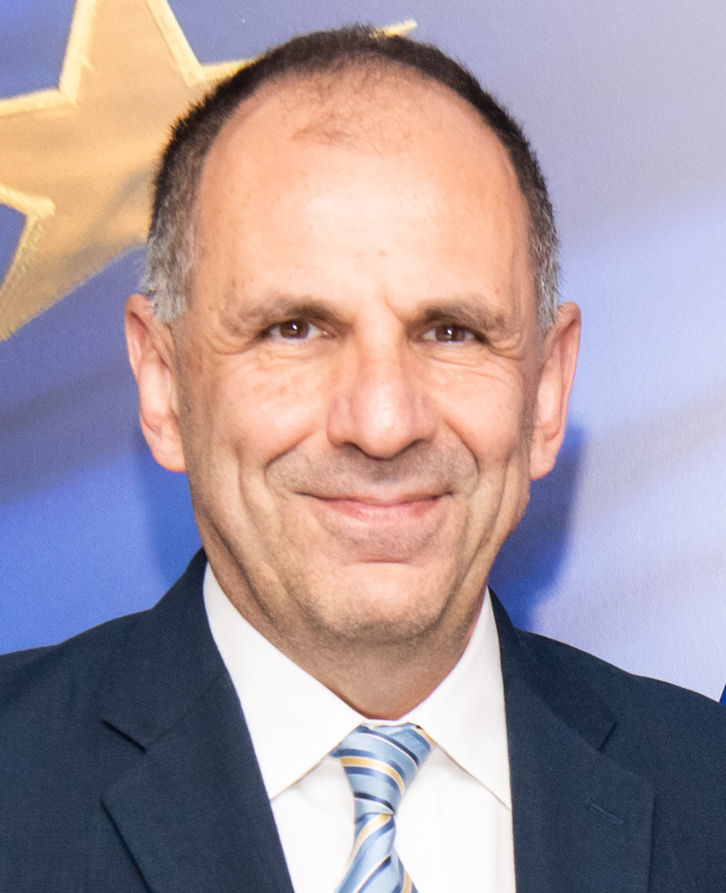
Giorgos Gerapetritis 2023

Giorgos Gerapetritis (griechisch Γιώργος Γεραπετρίτης, * 26. Juni 1967 in Menetes auf Karpathos) ist ein griechischer Hochschulprofessor und Politiker. Er wurde von Ministerpräsident Mitsotakis nach der Parlamentswahl am 25. Juni 2023 in das neu formierte Kabinett berufen und ist seit dessen Amtsantritt Außenminister.

## Leben
Gerapetritis wurde auf der Insel Karpathos in der südlichen Ägäis geboren und wuchs in Piräus auf. Er ist verheiratet und hat zwei Kinder.

## Karriere
Gerapetritis studierte Rechtswissenschaften an der Universität Athen, machte er ein Aufbaustudium an der Universität Edinburgh und promovierte an der Universität Oxford. Im Rahmen seiner akademischen Laufbahn war er außerdem Gastprofessor an der Universität Oxford und an der London School of Economics (London School of Economics und Institute of Advanced Legal Studies). Er wurde Professor für Verfassungsrecht an der juristischen Fakultät der Universität Athen und arbeitete auch als Rechtsanwalt. 
Gerapetritis ist Mitglied der Anwaltskammer von Piräus und verhandelte Rechtsfälle vor dem griechischen Staatsrat, dem Gerichtshof der Europäischen Union und dem Europäischen Gerichtshof für Menschenrechte. Seine Spezialgebiete sind Öffentliches Recht und EU-Recht, insbesondere Verwaltungsrecht, Menschenrechte und Telekommunikationsrecht.
Während seiner beruflichen Laufbahn hatte er bedeutende Positionen in internationalen und nationalen Organisationen inne und war in zahlreichen gesetzgebenden Gremien tätig. Er schrieb wissenschaftliche Bücher und Beiträge in griechischen und internationalen, wissenschaftlichen Fachzeitschriften auf Griechisch, Englisch und Französisch. 2005 war er Mitglied des Verwaltungsrates der griechischen Telekommunikationsgesellschaft OTE.

## Politische Laufbahn
Kyriakos Mitsotakis berief Gerapetritis im Jahr 2016 als Fachmann für Verfassungsrecht in ein siebenköpfiges Beratungsgremium, um den Prozess der Ausarbeitung des neuen Parteiprogramms der Nea Dimokratia zu überwachen.
Von Juli 2019 bis Mai 2023 war er Abgeordneter des griechischen Parlaments und Staatsminister im ersten Kabinett Mitsotakis. Ab dem 1. März 2023 hatte er nach dem Rücktritt von Kostas Karamanlis als Verkehrsminister wegen des Zugunglücks in Tembi auf Beschluss des Premierministers die Verwaltung des Ministeriums für Infrastruktur und Verkehr inne.
Nach seiner Wiederwahl bei der Parlamentswahl am 25. Juni 2023 wurde er im zweiten Kabinett Mitsotakis zum griechischen Außenminister ernannt. Gerapetritis gilt als enger Vertrauter des Premierministers.